# Old Rockin’ Chair Tom
«Старая развалина Том» (англ. Old Rockin’ Chair Tom) — тридцать шестой эпизод из серии короткометражек «Том и Джерри». Дата выпуска: 18 сентября 1948 года. Оба героя объединяются против общего врага — третьего лица, вторгшегося в их владения («Old Rockin’ Chair Tom», «The Dog Trouble»).

## Сюжет
Мамочка-Два Тапочка стоит на стуле, кричит от паники, ее преследует Джерри. Она зовет Тома, который лениво просыпается, а затем мгновенно омолаживается, когда видит мышь. Том отгоняет Джерри от Мамочки, но Джерри ставит ему подножку. Джерри возвращается к Мамочке и раскачивает табурет вверх и вниз, пока Том снова не гонится за ним. Затем Джерри открывает дверь, и гладильная доска, а затем утюг падает на голову Тома. Том ловит Джерри, пытающегося срубить табурет, и Джерри дает ему топор. Мамочка убеждает Тома ударить Джерри, но каждый раз Джерри уклоняется, и в конце концов он срубает табурет. Том поддерживает Мамочку на голове, пока не теряет равновесие из-за её веса. Джерри открывает дверь на лестницу в подвал. Том выходит в дверной проем, Мамочка все еще на нем, и врезается в подвал, в результате чего несколько кусков посуды разбиваются за дверью.
Устав от неудач Тома, Мамочка увольняет его, полагая, что Том слишком стар, чтобы ловить мышей. Затем она зовет Молниеносного - молодого, яркого рыжего кота, который оправдывает свое имя, когда он со скоростью молнии врывается на место происшествия и быстро выгоняет Джерри из дома в мусорный бак. Затем Том паникует, когда Молниеносный проносится мимо него и переворачивает его, а Молиеносный целует руку Мамочки, демонстрируя свои повадки джентльмена. Мамочка хвалит Молниеносного за этикет и работоспособность. Джерри пытается через почтовое отверстие проскользнуть обратно в дом, но Молниеносный снова его выгоняет. Молниеносный проходит мимо Тома, закручивает его и одевает в искусственную бороду, поскольку Мамочка советует ему «позаботиться о бедном старом дяде Томе». Мамочка уходит к себе, Молниеносный опережает её и открывает дверь, снова показывая ей свои манеры, хозяйке это нравится.
Как только Мамочка ушла, Молниеносный, как кот, начинает проявлять свою истинную природу, совершая набег на холодильник, пока не роняет бутылку молока. Это будит хозяйку, которая считает, что это Том совершает набег на холодильник. Желая избежать наказания, Молниеносный подставляет Тома, бросая содержимое холодильника к ногам Тома, набивая остатки еды ему в руки и запихивая Тома внутрь арбуза. Входит Мамочка и видит Тома и Молниеносного, с невинным видом стоящего рядом с ним. Она спрашивает Тома, был ли он в холодильнике, и Молниеносный кивает Тому головой. Мамочка собирается выбросить Тома из дома, но Молниеносный делает это за неё, и Тома пинают в мусорный бак, что заметил Джерри. Молниеносный собирается напасть на Джерри, но тот вышвыривает сам себя. Довольный Молниеносный заходит в дом.
Том и Джерри с кислым видом думают: что же им теперь делать? И тут у Джерри появляется идея, как избавиться от Молниеносного и посвящает Тома в свой план, таким образом они объединились против общего врага. Позже Том и Джерри приступают к реализации своего плана: вооружившись магнитом и утюгом, напарники пробираются в дом, Джерри кладёт утюг возле рта спящего Молниеносного и сев ему на голову, тянет за усы, чтобы открыть рот, а Том, стоящий за спиной своего соперника, используя магнит, заставляет Молниеносного проглотить утюг. Проснувшийся Молниеносный собирается напасть на Джерри, тот целует его и провоцирует на погоню, Том воздействует магнитом на утюг, держа Молниеносного на безопасной дистанции от Джерри и позволяя мышонку несколько раз ударить кулаками по морде, после чего магнит тянет кота назад и он нарывается на кулак Тома. Затем Том передаёт магнит Джерри, но мышонок слишком легкий, и его тащит за собой Молниеносный, пока он не наткнется на утюг и не зацепится за магнит. Молниеносный хватается за ножку пианино, и Том, Джерри и Молниеносный начинают своеобразное перетягивание каната. Дуэт кота и мышонка побеждает, и Молниеносный проходит через пианино в стену, где целый набор тарелок падает на рыжего кота. Мамочка слышит хаос и входит в комнату, но вскоре Джерри снова начинает терроризировать ее, встряхивая табурет, на котором она стоит. Она зовет Молниеносного, но тот не может прийти на помощь, так как Том контролирует его движения за кухонной стеной с помощью магнита. В конце концов, помолившись, чтобы кто-то ей помог, хозяйка зовет Тома, который хватает Джерри и делает вид, что избивает его, но на самом деле Том и Джерри находятся вне дома, бьют по сковороде деревянными досками и грохочут, имитируя драку. Мамочка собирается выбросить Молниеносного из дома, но Том сам вызывается сделать это, однако, совсем забыв об утюге, который Молниеносный проглотил ранее, он в конечном итоге разбивает себе ногу после удара по нему, когда он пинает Молниеносного, и получает симптомы сломанной ступни.
Позже Том со сломанной ногой, перевязанной бинтами, получает от Мамочки хороший пирог в знак её благодарности, а также извинения за её недоразумение. Как только хозяйка уходит, Том берет половину пирога, а вторую половину в знак благодарности отдаёт Джерри, который с помощью магнита приносит пирог в блюде к его отверстию и с удовольствием ест свою заслуженную еду.

## Факты
- Сюжет наполовину заимствован из серии The Lonesome Mouse: Тома выкидывают на улицу, он вместе с Джерри придумывает план, якобы выгоняет Джерри из дома и получает в награду пирог, к счастью, теперь он делится им с Джерри.
  - Трюк с фальшивой дракой на улице тоже заимствован из The Lonesome Mouse.
- Также это одна из серий, где Том и Джерри оба выигрывают.
- В некоторых показах на ТВ фразу Мамочки «Позаботься о старом дяде Томе» была заменена на фразу «Позаботься о старине Томе». Также цензуре и перезаписи подверглась тирада Мамочки, в оригинале звучавшая так: «Если ты — мышелов, то я — китаец», в переозвученной версии «Если ты — мышелов, то я — Лана Тёрнер, коей я не являюсь».
- В сцене, где Том и Джерри имитируют драку, звучит увертюра к опере «Вильгельм Телль». Интересно, что песню и фильм также спродюсировал MGM. Как на неотреставрированных отпечатках VHS / лазерных дисков, так и на отпечатках Тернера этого мультфильма, в последние несколько минут этого мультфильма цвета выглядят более блеклыми, чем остальная часть мультфильма, по неизвестным причинам; на этих отпечатках цвета меняются на более плохие, когда он переходит к сцене, где Том и Джерри бьют по кастрюле деревянными палками и трясут ею за пределами дома. Однако это несоответствие цветокоррекции было исправлено после восстановления и ремастеринга этого мультфильма для выпуска Tom and Jerry Golden Collection Volume 1 на Blu-Ray / DVD.